# Paragrapsus
Paragrapsus is een geslacht van kreeftachtigen uit de klasse van de Malacostraca (hogere kreeftachtigen).

## Soorten
- Paragrapsus gaimardii (H. Milne Edwards, 1837)
- Paragrapsus laevis (Dana, 1851)
- Paragrapsus quadridentatus (H. Milne Edwards, 1837)
- Paragrapsus urvillei H. Milne Edwards, 1853